# 車登扎布
車登扎布（?—1792年），喀尔喀蒙古赛音诺颜部人，博尔济吉特氏。清朝蒙古王公，第六代赛音诺颜部旗亲王。达延汗巴图蒙克、格哷森札札赉尔、图蒙肯后裔，善巴的玄孙，第五代赛音诺颜部旗亲王諾爾布札布长子。
乾隆二十七年（1762年），車登扎布袭封镇国公。乾隆四十六年（1781年），乾隆帝命他世袭罔替镇国公。乾隆五十一年（1786年），車登扎布袭封赛因诺颜扎萨克和硕亲王兼赛因诺颜。乾隆五十七年（1792年），車登扎布去世。其子額磷沁多爾濟、朋楚克達什先后袭封赛因诺颜扎萨克亲王。